# Synagelides martensi
Synagelides martensi là một loài nhện trong họ Salticidae.
Loài này thuộc chi Synagelides. Synagelides martensi được Bohdanowicz miêu tả năm 1987.